# فهرست سازمان‌های چنددولتی
- فهرست سازمان‌های بین‌المللی بین دولتی

سازمان بین‌المللی انواع مختلفی دارد. سازمان بین‌المللی می‌تواند بر اساس منطقهٔ جغرافیایی اعضا یا بر اساس موضوع تخصصی یا بر اساس نوع اعضا تقسیم‌بندی شود. سازمان‌های بین‌المللی یا دولتی یا غیردولتی هستند. سازمان‌هایی که دولت‌ها یا یکی از وزارتخانه‌ها و نهادهای دولتی عضو آن هستند را سازمان بین‌المللی بین دولتی می‌گویند. معروفترین سازمان بین‌المللی بین دولتی سازمان ملل متحد (سازمان ملت‌های متحد) است.

## فهرست سازمان‌های بین‌المللی بر اساس حروف الفبا
- آژانس بین‌المللی انرژی اتمی
- آژانس بین‌المللی انرژی‌های تجدیدپذیر
- آیسسکو

ا
- اتاق بازرگانی بین‌المللی
- اتحادیه آفریقا
- اتحادیه جهانی آزادی و دموکراسی
- اتحادیه اروپا
- اتحادیه بین‌المللی تعاون
- اتحادیه بین‌المللی حفاظت از محیط زیست
- اتحادیه بین‌المللی دانشجویان
- اتحادیه بین‌المللی مخابرات راه دور
- اتحادیه جهانی پست
- اتحادیه دانشگاه‌های جهان اسلام
- اتحادیه همکاری‌های منطقه‌ای جنوب آسیا
- اتحادیه کشورهای دریای مدیترانه
- اتحادیه کشورهای مشترک‌المنافع
- اجلاس ۲۰۰۹ لندن
- اداره بین‌المللی اوزان و مقیاس‌ها
- اعضای جامعه ملل
- انجمن آواشناسی بین‌المللی
- انجمن پیشبرد علوم آمریکا
- اوپک
- ایکائو
- ایکوموس
- جایکا
- جنبش غیرمتعهد
- جی۷

د
- دیدبان جهانی کارآفرینی

س
- سازمان آب‌نگاری بین‌المللی
- سازمان امنیت و همکاری اروپا
- سازمان بهداشت جهانی
- سازمان بین‌المللی
- سازمان بین‌المللی تولیدکنندگان وسایل نقلیه موتوری
- سازمان بین‌المللی دریانوردی
- سازمان بین‌المللی کار
- سازمان تجارت جهانی
- سازمان جهانی هواشناسی
- سازمان ملل متحد
- سازمان همکاری اسلامی
- سازمان همکاری اقتصادی و توسعه
- سازمان همکاری شانگهای
- سازمان همکاری‌های اقتصادی آسیا–اقیانوسیه
- سازمان پایتخت‌ها و شهرهای اسلامی

ش
- شفافیت بین‌الملل
- شورای قیمومت سازمان ملل متحد
- شورای همکاری خلیج فارس
- شورای امنیت سازمان ملل متحد

ص
- صندوق بین‌المللی توسعه کشاورزی

ع
- عفو بین‌الملل

ف
- فدراسیون بین‌المللی فضانوردی
- فیاتا

م
- مجمع بین‌المللی انرژی

ن
- نهضت بین‌المللی صلیب سرخ و هلال احمر

پ
- پزشکان بدون مرز

ک
- کشورهای مستقل همسود
- کلوپ مادرید
- گروه ۱۴

گ
- گروه هشت
- گروه هشت کشور اسلامی در حال توسعه
- گروه پانزده
- گروه پنج
- گروه ۲۰
- گزارشگران بدون مرز

ی
- یاتا
- یونسکو
- یونیدو
- یونیسف

## سازمان ملل متحد و ارکان آن
- سازمان ملل مهمترین سازمان بین‌المللی جهان است و تعدادکشورهای عضو سازمان ملل متحد ۱۹۳ کشور است.
- سازمان ملل متحد ۶ رکن یا پایه اصلی دارد:
- ۱ مجمع عمومی یکی از ارکان اصلی سازمان ملل متحد است.
- ۲ شورای امنیت سازمان ملل متحد Security Council

1. شورای اقتصادی و اجتماعی Economic and Social Council
2. دبیرخانه Secretariat
3. دیوان بین‌المللی دادگستری یا دادگاه بین‌المللی دادگستری
4. شورای قیمومت سازمان ملل متحد United Nations Trusteeship Council یکی از ارکان اصلی سازمان ملل متحد است؛ که برای کمک به حصول منافع، صلح، اعتماد و امنیت بین‌المللی ساکنان سرزمین‌هایی که دارای استقلال نیستند، تأسیس شد.[۱] شورای قیمومت در ۱۹۴۵ بر اساس منشور تشکیل شد. این رکن همانند شورای اقتصادی و اجتماعی تحت نظر مجمع عمومی عمل می‌کند.

### موسسات- نهادها و برنامه‌های تخصصی سازمان ملل
سازمان‌های وابسته به مجمع عمومی
- آنکتاد (UNCTAC)کنفرانس تجارت و توسعه سازمان ملل (UNCTAD: United Nations Conference on Trade and Development
- مرکز تجارت بین‌المللی آی‌تی‌سی‏ (UNCTAD/WTO)‏
- برنامه کنترل مواد مخدر ملل متحد (UNDCD)برنامه کنترل مواد مخدر ملل متحد (UNDCD)
- برنامه محیط زیست سازمان ملل متحد (UNEP)
- برنامه عمران ملل متحد (UNDP)
- صندوق توسعه ملل متحد برای زنان (UNIFEM)
- داوطلبان ملل متحد (UNV)
- صندوق توسعه سرمایه ملل متحد (UNCDE)
- صندوق جمعیت ملل متحد (UNFPA)
- کمیساریای عالی سازمان ملل برای پناهندگان (UNHCR)
- برنامه جهانی غذا (WFPI)
- کارگزاری، همیاری و کار ملل متحد برای پناهندگان فلسطینی در خاور نزدیک (UNRWA)
- برنامه اسکان بشر ملل متحد (UN_HABITAT) ‏[۲]

### کارگزاری‌ها یا آژانس‌های تخصصی سازمان ملل متحد
- - سازمان تغذیه و خواربار جهانی
  - سازمان بین‌المللی کار
  - سازمان بین‌المللی هوانوردی شهری
  - سازمان بین‌المللی دریانوردی
  - سازمان بین‌المللی پناهندگان
  - برنامه مشترک سازمان ملل یرای ایدز HIV/AIDS
  - کمیسیون انرژی اتمی سازمان ملل
  - بنیاد کودکان ملل متحد (UNICEF)
  - برنامه توسعه ملل متحد
  - سازمان آموزشی، علمی و فرهنگی سازمان ملل متحد. یونسکو(UNESCO)
  - برنامه محیط زیست ملل متحد
  - سازمان توسعه صنعتی ملل متحد
  - برنامه بین‌المللی کنترل مواد مخدرملل متحد
  - اتحادیه جهانی پست
  - سازمان بهداشت جهانی (WHO)
  - سازمان مالکیت معنوی
  - سازمان جهانی هواشناسی
  - سازمان بین‌المللی جهانگردی

### دفترها و ادارات اصلی سازمان ملل
- - جایگاه مقر ملل متحد (نیویورک)
  - دفتر ژنو سازمان ملل متحد
  - دفتر نایروبی سازمان متحدملل
  - دفتر وین سازمان ملل متحد

## سازمان‌های محیط زیستی
- تسهیلات جهانی محیط زیست (GEF)
- The اتحادیه بین‌المللی حفاظت از محیط زیست (IUCN)
- متحد ملل Environment Programme (UNEP)

## سازمان‌های ماهی‌گیری
- Asia-Pacific Fishery Commission (APFIC)
- کمیسیون حفاظت از منابع زنده دریای آنتارکتیک Commission for the Conservation of Antarctic Marine Living Resources (CCAMLR)
- کمیسیون پاسداری از تونای بلوفین جنوبی (CCSBT) Commission for the Conservation of Southern Bluefin Tuna
- کمیسیون ماهیگیری دریاچه‌های بزرگ (GLFC) Great Lakes Fishery Commission
- کمیسیون تونای اقیانوس هند (IOTC) Indian Ocean Tuna Commission
- کمیسیون تونای استوایی بین آمریکا (IATTC) Inter-American Tropical Tuna Commission
- کمیسیون بین‌المللی برای پاسداری از تونای ۀتلانتیک (ICCAT) International Commission for the Conservation of Atlantic Tunas
- International Pacific Halibut Commission (IPHC)
- کمیسیون بین‌المللی صید نهنگکمیسیون بین‌المللی شکار نهنگ (IWC)
- Network of Aquaculture Centres in Asia-Pacific (NACA)
- Northwest Atlantic Fisheries Organization (NAFO)
- North Atlantic Salmon Conservation Organization (NASCO)
- North Pacific Anadromous Fish Commission (NPAFC)
- Pacific Salmon Commission (PSC)
- Southeast Asian Fisheries Development Center (SEAFDEC)
- Western and Central Pacific Fisheries Commission (WCPFC)

## سازمان‌های مهاجرتی
سازمان بین‌المللی مهاجرت= IOM
- International Organization for Migration

## سازمان‌های دریایی
- دبیرخانه پیمان آنتراکتیک (ATS) Antarctic Treaty Secretariat
- سازمان آبنگاری بین‌المللی International Hydrographic Organization
- سازمان بین‌المللی دریایی International Maritime Organization
- مقام بین‌المللی بسترزیر دریا International Seabed Authority
- شورای بین‌المللی برای بهره‌برداری دریا (ICES) International Council for the Exploration of the Sea
- سازمان علوم دریایی اقیانوس آرام شمالی (PICES) North Pacific Marine Science Organization

## سازمان‌های نظامی و کنترل سلاح
- کنفرانس خلع سلاح Conference on Disarmament
- سازمان منع جنگ‌افزارهای شیمیایی Organisation for the Prohibition of Chemical Weapons
- کمیسیون مفدماتی سازمان پیمان منع کامل آزمایش اتمی Comprehensive Nuclear-Test-Ban Treaty Organization
- ترتیبات واسنار Wassenaar Arrangement
- گروه فراهم کنندگان اتمی (NSG) Nuclear Suppliers Group
- گروه استرالیا (AG) Australia Group
- رژیم کنترل تکنولوژی موشکی (MTCR) Missile Technology Control Regime

### سازمان‌های اتمی
- جامعه انرژی اتمی اروپا European Atomic Energy Community
- آژانس انرژی اتمی International Atomic Energy Agency
- سزامی
- سازمان بین‌المللی اتر ITER International Organization
- سازمان توسعه انرژی شبه جزیره کره Korean Peninsula Energy Development Organization
- Nuclear Energy Agency
- متحد کمیسیون انرژی اتمی ملل Atomic Energy Commission
- انجمن جهانی گردانندگان اتمی World Association of Nuclear Operators

## سازمان‌های مالی تجاری
- بانک توسعه آفریقا African Development Bank
- بانک توسعه آسیا Asian Development Bank
- بانک تسويه هاي بين المللي Bank for International Settlements (BIS)
- بانک توسعه و تجارت دریای سیاه (BSTDB) Black Sea Trade and Development Bank
- بانک توسعه کارائیب (CDB) Caribbean Development Bank
- بانک توسعه بین آمریکایی Inter-American Development Bank
- دفتر بین‌المللی وزن و اندازه (BIPM) International Bureau of Weights and Measures
- بنیاد بین‌المللی توسعه کشاورزی (IFAD) International Fund for Agricultural Development
- سازمان بین‌المللی حق توسعه (IDLO) International Development Law Organization
- صندوق بين المللي پول (IMF) International Monetary Fund
- بانک توسعه اسلامی (IDB) Islamic Development Bank
- هلند (FMO) Nederlandse Financieringsmaatschappij voor Ontwikkelingslanden NV
- بنیاد توسعه نوردیک (NDF) Nordic Development Fund
- بانک سرمایه‌گذاری نوردیک (NIB) Nordic Investment Bank
- بنیاد اوپک برای توسعه بین‌المللی (OPEC Fund) OPEC Fund for International Development
- سازمان همکاری‌های اقتصادی و توسعه (OECD) Organisation for Economic Co-operation and Development
- سازمان کشورهای صادرکننده نفت (OPEC) Organization of Petroleum-Exporting Countries
- بانک توسعه غرب آفریقا (BOAD) West African Development Bank
- گروه بانک جهانی World Bank Group
  - بانک بین‌المللی ترميم و توسعه (IBRD)
  - انجمن توسعه بین‌الملل (IDA)
  - مؤسسه مالی بین‌المللی (IFC)
  - آژانس چندجانبه تضمین سرمایه‌گذاری (MIGA)
  - مرکز بین‌المللی حل و فصل اختلافات سرمایه‌گذاری (ICSID)
- سازمان جهانی گمرک (WCO)
- سازمان تجارت جهانی (WTO)

## سازمان‌های حقوقی
- سازمان حقوقی مشورتی آسیایی-آفریقایی
- (پلیس بین‌الملل)International Criminal Police Organization Interpol

## سازمان‌های منطقه‌ای

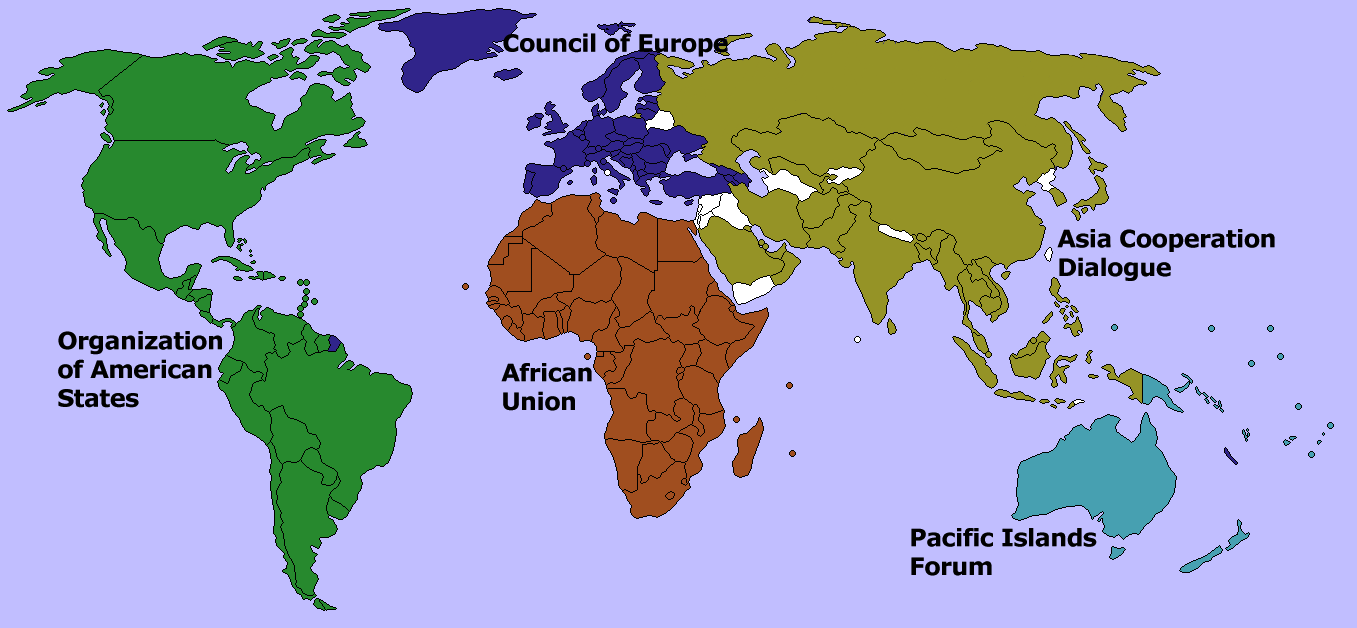
Organisations grouping almost all the countries in their respective continents. Note that روسیه is member of both the شورای اروپا (COE) and the دیالوگ همکاری‌ها آسیایی (ACD), and کوبا is currently a suspended member of the سازمان کشورهای آمریکایی (OAS). see also continental organization.

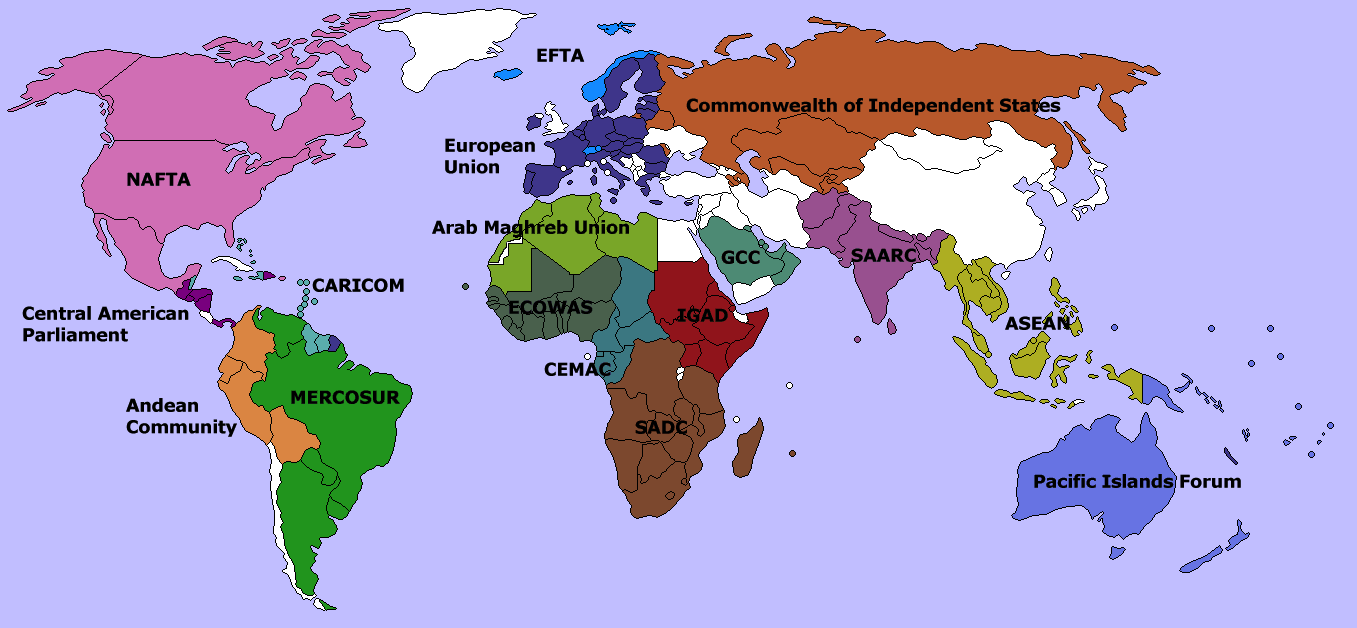
Several smaller regional organizations with non-overlapping memberships.

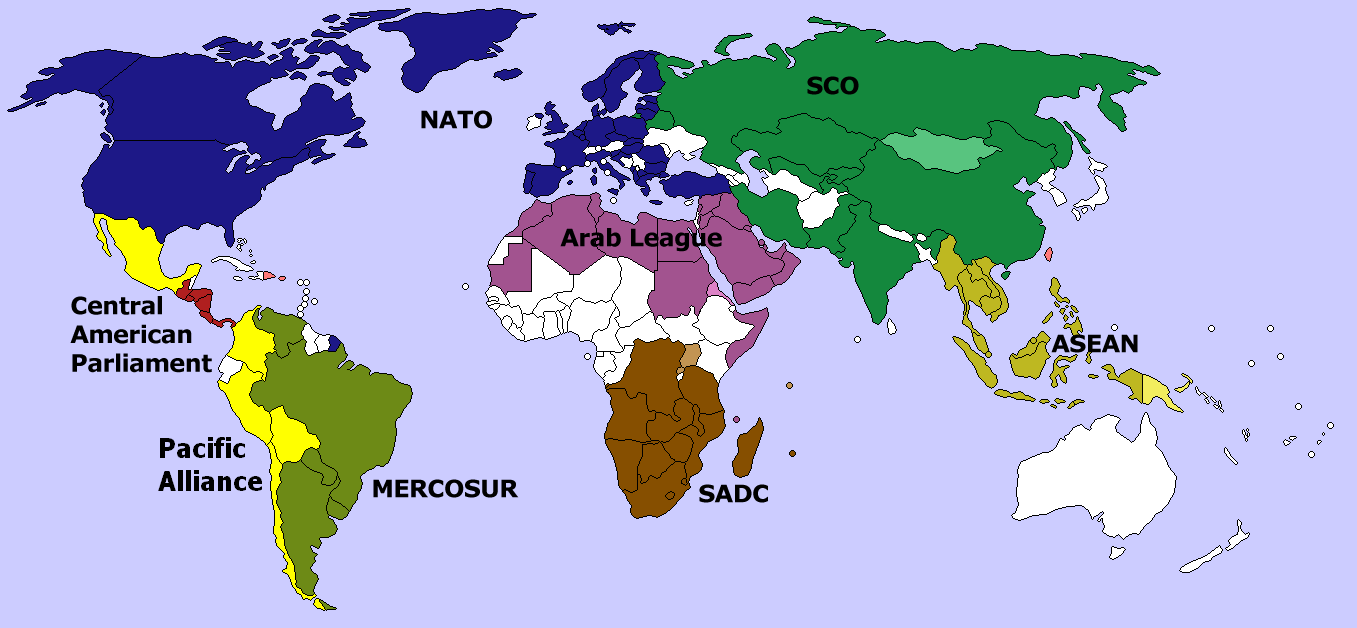
Several non-overlapping large alliances. Softer colours indicate observer/associate or candidate countries.

### سازمان‌های اروپایی
- اتحادیه اروپا (EU)
- اتحادیه اروپای غربی
- شورای اروپا (CoE)
- انجمن تجارت آزاد اروپا (EFTA)
- European Patent Organisation (EPO)
- European Science Foundation
- Group of 9 (G9)
- International Commission on Civil Status (ICCS)
- انجمن مرکزی ناوبری در راین (CCNR)
- Assembly of European Regions (AER)
- Eiroforum
  - CERN
  - European Fusion Development Agreement (EFDA JET)
  - European Molecular Biology Laboratory (EMBL)
  - سازمان فضایی اروپا (ESA)
  - European Organisation for the Exploitation of Meteorological Satellites (EUMETSAT)
  - رصدخانه جنوبی اروپا (ESO)
  - European Synchrotron Radiation Facility (ESRF)
  - لیزر الکترون آزاد پرتو ایکس اروپا (European XFEL)
  - Institut Laue-Langevin (ILL)
- European Organisation for the Safety of Air Navigation (EUROCONTROL)
- Baltic Marine Environment Protection Commission
- بنلوکس
- Belgium-Luxembourg Economic Union
- British-Irish Council
- شورای نوردیک
- Nordic Investment Bank
- Organisation conjointe de coopération en matière d'armement(OCCAR)
- Agency for international trade information and cooperation (AITIC)
- گروه ویشگراد (V4)

### سازمان‌های آسیایی
- دیالوگ همکاری‌ها آسیایی (ACD)
- بانک توسعه آسیایی (ADB)
- East Asian Summit (EAS)
- Association of Southeast Asian ملل (ASEAN)
- اتحادیه همکاری‌های منطقه‌ای جنوب آسیا (SAARC)
- شورای همکاری خلیج فارس
- طرح کلمبو
- Southeast Asian Ministers of Education Organization (SEAMEO)
- Bay of Bengal Initiative for Multi-Sectoral Technical and Economic Cooperation (BIMSTEC)
- Mekong-Ganga Cooperation (MGC)
- Mekong River Commission (MRC)

### سازمان‌های فوق قاره‌ای
- اوراسیا
  - مجمع اقتصادی اوراسیا
  - سازمان پیمان امنیت جمعی (CSTO)
  - کشورهای مستقل همسود (CIS)
  - سازمان اکو (ECO)
  - مجمع اقتصادی اوراسیا
  - سازمان توسعه اقتصادی و دموکراسی گوآم
  - IIMSAM
  - سازمان همکاری اقتصادی دریای سیاه (BSEC)
  - سازمان همکاری شانگهای (SCO)
  - TRACECA
- Trans-Atlantic
  - ناتو (NATO)
  - سازمان امنیت و همکاری اروپا (OSCE)
  - منطقه صلح و همکاری اقیانوس اطلس جنوبی (ZPCAS)
- مدیترانه
  - اتحادیه کشورهای دریای مدیترانه
- اقیانوس هند
  - اتحادیه همکاری‌های منطقه‌ای حاشیه اقیانوس هند (IOR-ARC)
  - Indian Ocean Commission (COI)
- اقیانوس منجمد شمالی
  - شورای شمالگان
- اقیانوس آرام:
  - پیمان آنزوس
  - سازمان همکاری‌های اقتصادی آسیا–اقیانوسیه (APEC)
  - Melanesian Spearhead Group (MSG)
  - Pacific Islands Forum
  - Pacific Regional Environment Programme (SPREP)
  - Secretariat of the Pacific Community
- ACP Countries
  - Technical Centre for Agricultural and Rural Cooperation ACP-EU (CTA)
  - APMP

برنامه اندازه‌شناسی آسیا اقیانوسیه

### سازمان‌های آفریقایی
- اتحادیه آفریقا
- Conseil de l'Entente
- جامعه اقتصادی کشورهای غرب آفریقا (ECOWAS)
- East African Community (EAC)
- جامعه اقتصادی کشورهای غرب آفریقا (UEMOA)
- جامعه توسعه آفریقای جنوبی (SADC)
- Intergovernmental Authority on Development (IGAD)
- اتحادیه مغرب عربی

### سازمان‌های آمریکایی
- سازمان کشورهای آمریکایی (OAS)
- Union of South American ملل
- مرکوسور
- جامعه آند
- جامعه و بازار مشترک کارائیب (CARICOM)
- سازمان کشورهای حوزه کارائیب (ACS)
- Organisation of Eastern Caribbean States (OECS)
- Central American Parliament
- Bolivarian Alliance for the Americas (ALBA)
- Rio Group
- Cooperation System of the American Air Forces(SICOFAA)
- Central American Bank for Economic Integration(CABEI)
- نظام همگرایی آمریکای مرکزی
- Organización Latinoamericana de Energia (OLADE)

## سازمان‌های آموزشی
- Academy of European Law (ERA)
- CERLALC
- Commonwealth of Learning (COL)
- EUCLID (Euclid University)
- مؤسسه دانشگاه اروپا
- International Bureau of Education IBE, now a part of UNESCO
- یونیدروا
- متحد ملل University

## سازمان‌های مذهبی قومی و فرهنگی
- Commonwealth of ملل
- فرانسه‌زبانی
- جامعه کشورهای پرتغالی زبان (CPLP)

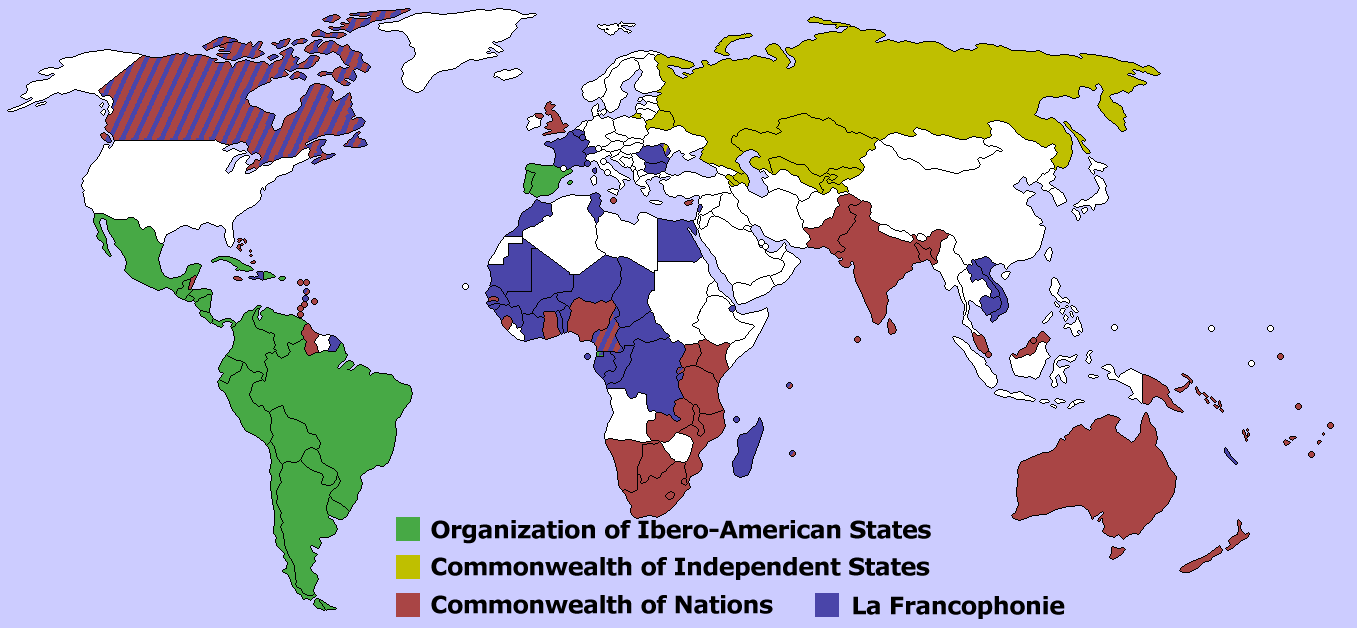
International organisations that largely represent the independent states formed after the breakup of an empire. فرانسه‌زبانی has overlapping membership with all three of the other organisations shown in the map.

- Organization of Ibero-American States (OEI)
- اتحادیه لاتین
- اتحادیه عرب
- سازمان همکاری اسلامی
- شورای همکاری کشورهای ترک‌زبان (TurkKon)

## سازمان‌های اعتقادی
- IPC
- ناتو
- جنبش غیرمتعهد
- گروه پانزده (G-15)
- گروه ۷۷ (G-77)
- گروه ۲۴ (G24)
- Alliance of Small Island States (AOSIS)
- Bolivarian Alliance for the Americas (ALBA)
- New Agenda Coalition
- Non-Proliferation and Disarmament Initiative[۳]
- گروه اروپای غربی و دیگران

## سازمان‌های دیگر
- Advisory Centre on World Trade Organization Law
- Partners in Population and Development
- World Organisation for Animal Health

## .
- Allied Control Council
- Arab Cooperation Council
- سازمان پیمان مرکزی
- کمکان
- اجلاس سفیران
- جامعه اقتصادی کشورهای مرکزی آفریقای جنوبی (ایکاس)
- French Community
- French Union
- G33
- International Authority for the Ruhr
- International Trade Organization
- لیگ لاتین
- اتحادیه هلنی
- League of ملل
- سازمان وحدت آفریقا
- سیتو
- Union of African States

## اطلاع بیشتر
- List of micro-regional organizations